# Formiatacetyltransferase
Das Enzym Formiat-Acetyltransferase (früher Pyruvat-Formiat-Lyase) (PFL) katalysiert die Reaktion von Pyruvat zu Acetyl-CoA und Formiat (Anion der Ameisensäure). Es ist Teil des anaeroben Energiestoffwechsels einiger Bakterien wie z. B. E. coli.
PFL besitzt im aktiven Zentrum ein Glycylradikal. Dies wird posttranslational durch die PFL-Aktivase unter Umsetzung von S-Adenosylmethionin erzeugt. Es wird leicht von Luftsauerstoff zerstört.